# Transferrin-Rezeptor 1
Der Transferrin-Rezeptor 1 (TfR1) ist im Eisen-Stoffwechsel ein transmembranes Transportprotein für Transferrin und dient zum Einschleusen von Eisen-Ionen in eine Zelle über eine Rezeptor-vermittelte Endozytose.
Bei niedrigen Konzentrationen an Eisenionen wird die Genexpression des Transferrinrezeptors über das IRE-BP (engl. iron response element binding protein) genannte Protein am Iron Response Element verstärkt, wodurch mehr Eisenionen in die Zellen gelangen.
Neben dem TfR1 existiert noch der Transferrin-Rezeptor 2.

## Verwendung
Da der TfR1 auf vielen Zelltypen vorkommt, wurde er als Ziel für eine Rezeptor-vermittelte Transfektion verwendet.